# Acadagnostus
Acadagnostus is een geslacht van uitgestorven trilobieten, dat leefde tijdens het Midden-Cambrium.

## Beschrijving
Deze 8 mm lange, oogloze trilobiet had slechts twee borstsegmenten met een even grote kop en staart. Desondanks moest het dier zich stevig hebben kunnen dichtklappen. De voorzijde van de glabella (het centrale deel van het kopschild) bevatte een pantser, dat door een spleet middendoor werd gedeeld, aan de achterkant op het staartschild bevond zich een vergelijkbare spleet. Dit geslacht leefde in diep water.